# Claudio Parmiggiani
Claudio Parmiggiani (Luzzara, 1º marzo 1943) è un artista italiano.

## Biografia
Studia inizialmente presso l'Istituto di Belle Arti di Modena (1958 -1960). Giovanissimo, frequenta Giorgio Morandi, il cui influsso è più etico che stilistico, e comincia a utilizzare per le sue opere calchi in gesso dipinti che l’artista definisce “pitture scolpite”.
Nel 1965, espone per la prima volta presso la Libreria Feltrinelli di Bologna. Del 1970 sono le prime Delocazioni, opere di ombre e impronte realizzate con fuoco, polvere e fumo, rappresentanti una radicale riflessione sul tema dell’assenza e della traccia, sviluppato ancora successivamente fino a divenire linea portante di tutto il suo lavoro. Queste opere assumeranno un carattere di forte impatto visivo ed emozionale, ricordiamo le teatrali realizzazioni per il Musée d’Art Moderne et Contemporain di Ginevra (1995), il Centre Pompidou di Parigi (1997), la Promotrice delle Belle Arti di Torino (1988), il Tel Aviv Museum of Art (2003), e il Collège des Bernardins di Parigi (2008).
Nella sua carriera, lungi dall'essere conclusa, si impone sempre più come una delle figure principali dell'arte italiana del secondo dopoguerra. Inclassificabile, costeggia tanto l'arte povera quanto quella concettuale assumendo, però, una postura unica e inimitabile nel panorama contemporaneo.
Nell'anno 2000 realizza Il faro d'Islanda, opera permanente, solitaria e luminosa, posta alla periferia di Reykjavik, lungo la strada che porta ad alcuni dei ghiacciai e vulcani più famosi dell'isola atlantica.
Con la mostra personale Silencio a voz alta (2006), è stato il primo artista italiano ad esporre al Museo Nazionale di Belle Arti dell'Avana, Cuba, all'interno del progetto Pensatori Ospiti, a cura di Abel Herrero.
Nel campo più propriamente editoriale vanno ricordati i volumi Poesie dipinte (1981), Il sangue del colore (1988), Stella Sangue Spirito (1995, 2003, 2007), Incipit (2008), Una fede in niente ma totale (2010), Lettere a Luisa (2016). 
Della sua opera si sono occupati i maggiori critici e pensatori contemporanei: Jean Clair, Jean-Luc Nancy, Georges Didi-Huberman, Philippe Dagen, Bruno Corà.
Dirige per la casa editrice Diabasis la collana Lo Spazio e il Tempo, "critica e filosofia dell'arte-opera d'artista".

## Le Delocazioni
Parmiggiani trae ispirazione dalla storia dell'uomo. Elementi di vita, morte, guerra, poesia e sogno si fondono nelle sue Delocazioni, che catturano l'essenza della presenza attraverso l'assenza.
Parmiggiani ha realizzato la sua prima Delocazione nel 1970. All'inizio di quell'anno, aveva spostato un quadro e una scala da una parete della Galleria Civica di Modena ed era rimasto colpito dalle sagome che gli oggetti avevano creato. Ha iniziato a bruciare vari materiali davanti a vasi, libri e altri strumenti, prima di rimuoverli per rivelare le loro impronte bianche contro le sfumature di fuliggine grigia. Le sagome residue testimoniano ciò che è stato: l'impressione di un ricordo lontano di oggetti familiari che non sono mai stati osservati.
Parmiggiani non ha mai smesso di realizzare le Delocazioni, perfezionando la sua tecnica accuratamente custodita negli ultimi cinque decenni della sua carriera. Con impronte di libri, vasi, farfalle e corpi umani, la presente mostra ripercorre tutti i principali temi affrontati dall'artista attraverso la sua tecnica caratteristica. In queste opere enigmatiche si avverte un profondo senso di malinconia, ma anche di dolce redenzione. Non toccate da mani umane, le opere sono in bilico tra rappresentazione e astrazione, mentre la loro tavolozza tenue trasmette una bellezza tranquilla e universale.

## Opere in Collezioni Pubbliche
ITALIA
- Accademia di Francia Villa Medici, Roma
- Ca’la Chironda – Museo d’Arte Classica, Moderna e Contemporanea, Zola Predosa
- Collezione Maramotti, Reggio Emilia
- Collezione Roberto Casamonti, Firenze
- GAM – Galleria d’Arte Moderna di Bologna, Bologna
- GAM – Galleria d’Arte Moderna di Torino
- MUSEION, Bolzano
- MART – Museo d’Arte Moderna e Contemporanea di Trento e Rovereto, Rovereto
- MAXXI, Roma

- Museo del Novecento, Milano

FRANCIA
- Centre Pompidou, Parigi
- Fondation Cartier pour l’art contemporain, Parigi
- FRAC - Bourgogne, Dijon
- MAC – Musée d’Art Contemporain, Marseille
- Musée d’Art Moderne et Contemporain (MAMCS), Strasbourg
- Musée des Beaux-Arts de Nantes, Nantes
- Pinault Collection

PAESI BASSI
- Stedelijk Museum, Amsterdam

SVIZZERA
- MAMCO - Musée d’Art Moderne et Contemporain, Ginevra

REGNO UNITO
- Houghton Hall, Norfolk

ISLANDA
- The National Gallery of Iceland, Reykjavík

CANADA
- The Montreal Museum of Fine Arts, Montreal

CUBA
- Museo de Bellas Artes de la Habana, Havana